# Föckinghausen
Föckinghausen is een plaats in de gemeente Schmallenberg in het district Hochsauerlandkreis in de Duitse deelstaat Noordrijn-Westfalen. Op 31 december 2012 telde het dorp 17 inwoners.

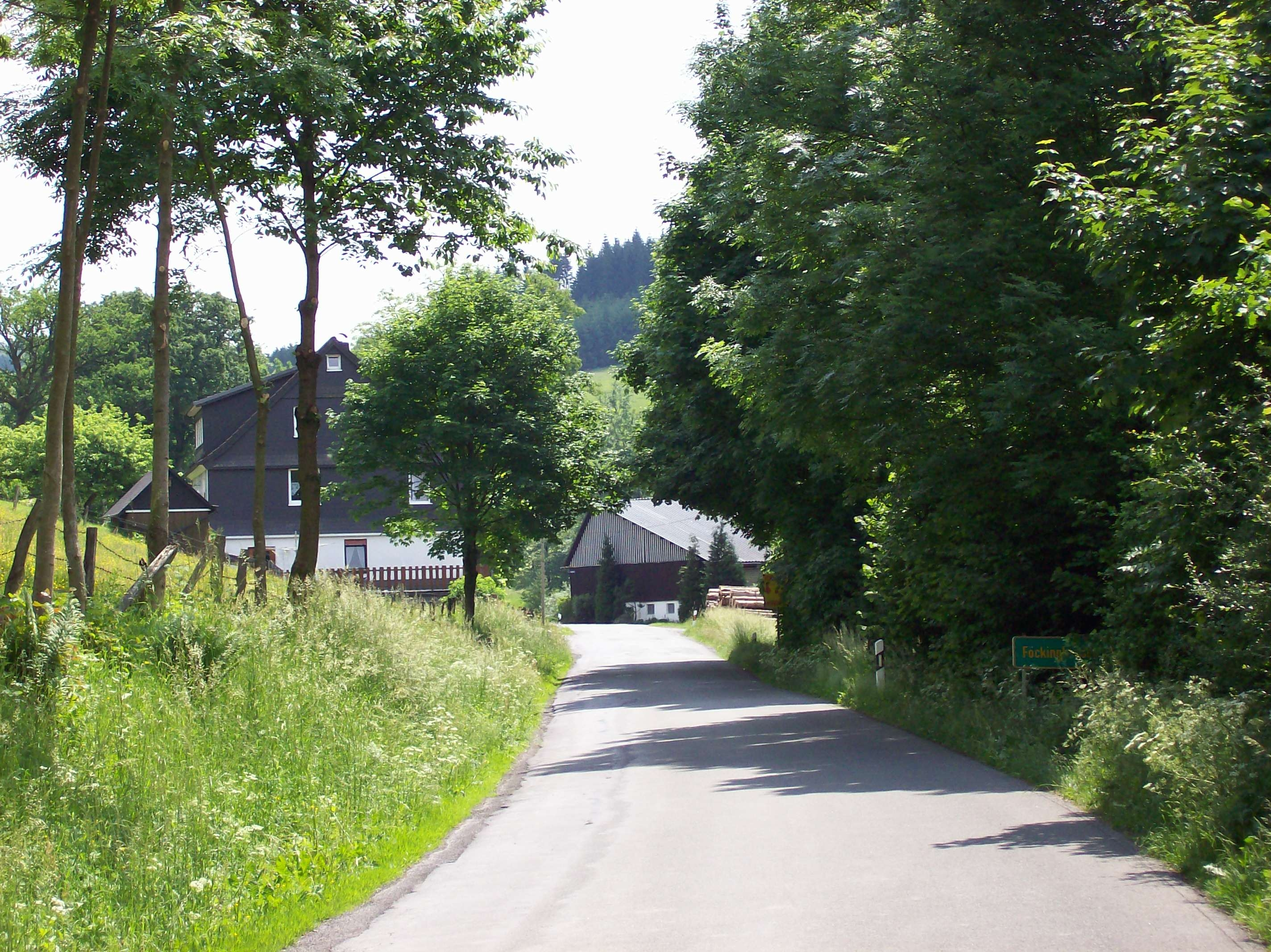
Föckinghausen